# هاميش فرينش
هاميش فرينش (بالإنجليزية: Hamish French)‏ (7 فبراير 1964 في المملكة المتحدة - ) هو لاعب كرة قدم اسكتلندي في مركز الوسط. لعب مع دندي يونايتد ودونفرملين أثلتيك ونادي ألوا أثليتيك وFormartine United F.C. ‏ ونادي كاودينبيث لكرة القدم ونادي كيث ‏.

## وصلات خارجية
- هاميش فرينش على موقع قاعدة بيانات كرة القدم.إي يو (الإنجليزية)
- هاميش فرينش على موقع Soccerbase.com (لاعب) (الإنجليزية)
- هاميش فرينش على موقع عالم كرة القدم.نت (الإنجليزية)